# 密蔵院 (会津若松市)
密蔵院（みつぞういん）は福島県会津若松市にある真言宗豊山派の寺院。山号は妙吉山。

## 歴史
創建年代は不明だが、かつては明吉山 観音寺といい、天文年間（1532年 - 1555年）に中興したとされる。境内の観音堂は会津三十三観音の17番札所・ 中ノ明観音（なかのみょうかんのん）として知られるが、ここに安置される聖観音は北の沼の底から見つかった巨木の中から現れたと言い伝えられている。また、境内の東側には木造瓦葺きの山門（仁王門）と2体の朱塗りの金剛力士が現存する。